# Radvenci
Radvenci je naselje u slovenskoj Općini Gornjoj Radgoni. Radvenci se nalazi u pokrajini Štajerskoj i statističkoj regiji Pomurju. 

## Stanovništvo
Prema popisu stanovništva iz 2002. godine naselje je imalo 142 stanovnika.